# Кротік Сергій Микитович
Сергі́й Мики́тович Кро́тік (* 1937) — довгочасний голова колгоспу, заслужений працівник сільського господарства України.

## З життєпису
Народився 1937 року в селі П'ятничани Чемеровецького району, закінчив Гуківську школу, військовий технікум. Закінчив Голозубинецький зооветеринарний технікум, по тому — Кам'янець-Подільський. Пройшов строкову службу в радянській армії, повернувся додому в село Сокіл. З дружиною мали власне господарство, тримали й корову. Згодом став головним зоотехніком колгоспу імені XXIII з'їзду КПРС.
1961 року обраний головою колгоспу. Відтоді 43 роки успішно керував сокільським господарством. За цей час в селі буди зведені адміністративний будинок, будинок культури, будинок спеціаліста, будинок тваринника, приміщення ветеринарної аптеки, гаражі, дитячий садок, корівники, майстерня, пам'ятник, пункт штучного запліднення, свинарники, середня школа, телятники, тік, торговий центр. На території колгоспу було прокладено 35 км доріг з асфальтовим покриттям, проведено 32 км водопроводу, почали працювати млин, крупоцех, хлібопекарня.
Після виходу на пенсію його обрали головою кооперативу з газифікації Сокола.
З дружиною Софією Полікарпівною виховали сина, тішаться онуком Сергійком.
Станом на квітень 2017 року — радник голови районної ради, Кам'янець-Подільська районна рада.